# Vlahina
Vlahina est un massif montagneux de la péninsule des Balkans situé à environ 75 kilomètres à l'est de Skopje, au sud de Sofia et au nord de Salonique, frontalier de la Macédoine du Nord et de la Bulgarie.

## Étymologie
Ce nom fait partie de la série de toponymes des Balkans rappelant d'anciennes populations romanisées vivant d'élevage extensif et nomadisant au Moyen Âge mais disparues en grande partie au XIXe siècle par assimilation (essentiellement scolaire) aux populations slaves voisines.

## Géographie
Le massif de Vlahina est formé de granites et de roches sédimentaires métamorphisées et couvert d'une végétation forestière de type méditerranéen. Il sépare le bassin hydrographique du Vardar, à l'ouest, de celui de la Strouma, à l'est. Il est parcouru de nombreux cours d'eau et comporte de nombreuses sources. On y pratique surtout le pastoralisme et il abrite des monastères orthodoxes de tradition slavonne.

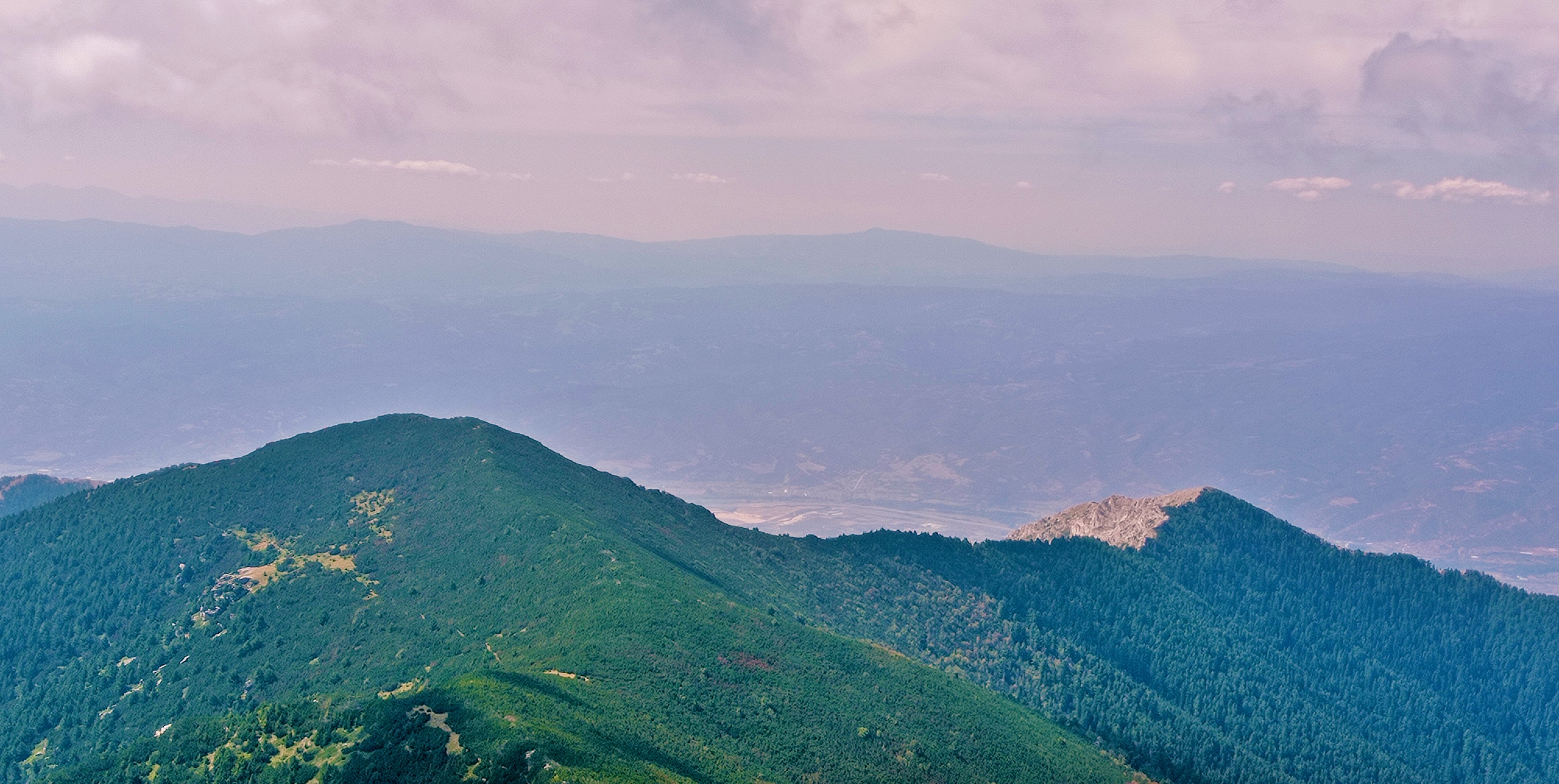
Vue du massif Vlahina depuis le pic Sinanitsa.